# Derambila costata
Derambila costata är en fjärilsart som beskrevs av W. Warren 1896. Derambila costata ingår i släktet Derambila och familjen mätare. Inga underarter finns listade i Catalogue of Life.